# 白熊優太
白熊 優太（しろくま ゆうた、1999年5月25日 - ）は、福島県須賀川市出身で、二所ノ関部屋所属の現役大相撲力士。本名は高橋 優太（たかはし ゆうた）。身長186.0cm、体重172.0kg。最高位は東前頭16枚目（2024年9月場所）。 いわゆる「花のイチイチ組」の1人。

## 来歴
相撲を始めたきっかけは、祖父の勧めで地元の相撲大会に出場したことである。4歳頃から出羽竜道場に通って稽古を積み、12歳からは新潟県に相撲留学して糸魚川市立能生中学校から新潟県立海洋高等学校に進学し、高校3年次に選抜高校十和田大会個人優勝の実績を残した。高校卒業後は日本体育大学スポーツ文化学部武道教育学科に進学し、4年次には主将を務めた。
大学卒業後は、プロになって欲しいという祖父の願いを叶える形で大相撲の二所ノ関部屋に入門し、2022年5月場所で初土俵を踏んだ。翌7月場所は序ノ口に上がり、13日目に星違いで対戦した一翔に敗れたが、優勝決定戦で一翔に勝利して序ノ口優勝。続く9月場所は序二段に上がり、千代大豪との7戦全勝同士の優勝決定戦を制して序二段優勝。三段目に上がった11月場所は、6戦全勝同士で勝てば優勝決定戦進出だった日翔志との一番に敗れて6勝1敗で取り終えた。
2023年7月場所は西幕下4枚目の地位で5勝2敗の成績を残し、場所後の新十両昇進が確実と報じられた。7月26日に開かれた番付編成会議で、9月場所の新十両昇進が正式に発表された。同じ二所ノ関部屋の大の里と同時の新十両昇進となり、同部屋から同時に新十両への昇進を果たすのは2012年9月場所での阿武松部屋（慶天海と丹蔵）以来のこととなった。因みに須賀川市からの関取昇進は史上初。
新十両会見では「大変な時期があって福島の今がある。相撲で上に行くことで故郷に恩返ししたい」とかつて東日本大震災に被災した故郷・須賀川市への思いを口にした。
2024年1月場所から四股名を色白で筋肉質な体つきや「北海のシロクマ」と呼ばれた元大関・北天佑に因んだ「白熊（しろくま）」に改名した。
同年5月場所で部屋の大の里が幕内最高優勝を果たした際は、優勝パレードでの旗手を務めた。7月場所では、東十両8枚目で12勝3敗の好成績を収め、十両優勝を果たした。場所終了後、9月場所での幕内昇進が確実と報じられ、9月場所東前頭16枚目に昇進となる。元稀勢の里が師匠を務める二所ノ関部屋からは大の里に続く2人目の新入幕。この場所では阿武剋も新入幕を果たしているが、同じ大学から同時新入幕は、2016年3月場所の明瀬山と大翔丸（共に日本大学）以来8年半ぶり。新入幕会見では「1日でも少しでも早く追いつけたらいいかな。いずれは大の里と優勝決定戦がしたい」と部屋の大の里への意識を語った。しかし、12日目に負け越した上、翌日から外傷性足関節症のため休場となり、1場所で十両に陥落した。その後2025年3月場所で再入幕したが、5勝10敗と再び負け越して十両に陥落した。

## 取り口
得意手は右四つ・寄り。
師匠の二所ノ関は2023年11月場所後の自身のコラムで、自分の型は持っているが立合いで変化をして右上手を取ったりいつもと違う相撲を取ったりと、まだ自分を信じ切っておらず自信がない様子がうかがえるという趣旨の評価をしている。

## 人物
- 大相撲入門に際し、目標の力士として鶴竜の名を挙げた[2]。入門記者会見の時には憧れの力士として、記者会見に同席した13代中村（元関脇・嘉風）の名を挙げた[17]。
- 嘉陽は中学校、高校、大学、そして二所ノ関部屋の同期生であり、「兄弟のような存在」と信頼を寄せている[18]。2024年6月1日の中村部屋新設に際し、自身は二所ノ関部屋に残留するが、嘉陽は中村部屋に転籍することになった[19]。
- 協会公式プロフィールによると、好きな歌手はBLACK PINK、福山雅治。趣味は料理（特に魚の煮付け）、菓子作り（アップルパイ、プリン）。好物は蕎麦、魚、桃。好きなTV番組やYouTube動画は心霊系、好きな映画や漫画、アニメはホラー系[20]。

## エピソード
- 2024年3月場所初日の白鷹山戦は「ホワイト対決」と報道で話題になった（寄り切りで白熊の白星）[21]。なお、東北出身である点、四股名に動物の名が入っている点も共通である。
- 2024年8月22日の夏巡業福島場所は福島県出身者としての参加で御当地巡業となり、大盛況であった[22]。
- 2024年の中村部屋独立の際には、麒麟龍と共に二所ノ関部屋に残留し、2人は元嘉風の中村親方の内弟子であったにもかかわらず中村部屋に同行しなかった。「内弟子が独立時についていかない」という前例ができたという意味では異例である[23]。
- 幕内昇進に合わせて後援会から送られた化粧まわしは、須賀川市の伝統行事である松明あかしをモチーフとしている[24][25]。

## 主な成績
2025年7月場所終了現在

### 通算成績
- 生涯戦歴：126勝99敗4休（20場所）
- 幕内戦歴：9勝19敗2休（2場所）

### 各段優勝
- 十両優勝：1回（2024年7月場所）
- 序二段優勝：1回（2022年9月場所）
- 序ノ口優勝：1回（2022年7月場所）

### 場所別成績
| | 一月場所 初場所（東京） | 三月場所 春場所（大阪） | 五月場所 夏場所（東京） | 七月場所 名古屋場所（愛知） | 九月場所 秋場所（東京） | 十一月場所 九州場所（福岡） |
| --- | ----------------------- | ----------------------- | ----------------------- | --------------------------- | ----------------------- | --------------------------- |
| 2022年 （令和4年） | x                       | x                       | （前相撲）              | 西序ノ口17枚目 優勝 6–1     | 西序二段44枚目 優勝 7–0 | 西三段目43枚目 6–1          |
| 2023年 （令和5年） | 西幕下54枚目 5–2        | 西幕下33枚目 6–1        | 東幕下13枚目 6–1        | 西幕下4枚目 5–2             | 西十両12枚目 8–7        | 東十両9枚目 8–7             |
| 2024年 （令和6年） | 西十両6枚目 8–7         | 西十両5枚目 7–6–2       | 東十両6枚目 6–9         | 東十両8枚目 優勝 12–3       | 東前頭16枚目 4–9–2      | 東十両3枚目 7–8             |
| 2025年 （令和7年） | 東十両4枚目 9–6         | 西前頭17枚目 5–10       | 西十両3枚目 6–9         | 西十両4枚目 5–10            | x                       | x                           |
| 各欄の数字は、「勝ち-負け-休場」を示す。 優勝 引退 休場 十両 幕下 三賞：敢=敢闘賞、殊=殊勲賞、技=技能賞 その他：★=金星 番付階級：幕内 - 十両 - 幕下 - 三段目 - 序二段 - 序ノ口 幕内序列：横綱 - 大関 - 関脇 - 小結 - 前頭（「#数字」は各位内の序列） |                         |                         |                         |                             |                         |                             |

## 幕内対戦成績
2025年7月場所終了現在
| 力士名   | 勝数 | 負数 | 力士名 | 勝数 | 負数 | 力士名   | 勝数 | 負数 | 力士名   | 勝数 | 負数 |
| -------- | ---- | ---- | ------ | ---- | ---- | -------- | ---- | ---- | -------- | ---- | ---- |
| 安青錦   | 0    | 1    | 朝紅龍 | 1    | 0    | 阿武剋   | 1    | 1    | 北の若   | 1    | 0    |
| 金峰山   | 0    | 1    | 琴勝峰 | 0    | 1    | 佐田の海 | 0    | 2    | 正代     | 1    | 0    |
| 湘南乃海 | 0    | 1    | 髙安   | 0    | 1    | 宝富士   | 1    | 1(1) | 時疾風   | 0    | 1    |
| 錦木     | 0    | 2    | 錦富士 | 0    | 1    | 武将山   | 1    | 0    | 北勝富士 | 1    | 0    |
| 御嶽海   | 0    | 1    | 翠富士 | 0    | 1    | 明生     | 0    | 1    | 竜電     | 1    | 1    |
| 狼雅     | 0    | 1    |        |      |      |          |      |      |          |      |      |

## 改名歴
- 高橋 優太（たかはし ゆうた）2022年5月場所 - 2023年11月場所
- 白熊 優太（しろくま - ）2024年1月場所 -